# Кузнецова, Светлана Андреевна
Светла́на Андре́евна Кузнецо́ва (род. 3 июня 1963 года) — российский искусствовед, академик РАХ (2023, член-корреспондент с 2019), заслуженный работник культуры Российской Федерации (2020).

## Биография
Родилась 3 июня 1963 года, живёт и работает в Саратове.
В 1985 году — окончила Саратовский государственный университет по специальности «Филолог. Русский язык и литература».
В 2016 году — окончила Московскую государственную художественно-промышленную академии имени С. Г. Строганова по специальности «Искусствоведение».
С 1988 по 1998 годы — руководитель отдела научной пропаганды Государственного музея К. А. Федина в Саратове.
С 1999 по 2001 годы — руководитель отдела по связям с общественностью Саратовского государственного художественного музея имени А. Н. Радищева.
С 2002 по 2003 годы — руководитель отдела информации и рекламы Саратовской областной филармонии имени А. Шнитке.
С 2003 по 2011 годы — руководитель пресс-службы, с 2011 по 2012 годы — начальник отдела профессионального образования и искусства Министерства культуры Саратовской области.
С 2012 по 2018 годы — заместитель председателя Поволжского отделения РАХ по творческой и образовательной деятельности, с 2018 году — первый заместитель председателя ПО РАХ.
С 2015 года — вице-президент Творческого союза художников России по Поволжью.
В 2018 году — избрана почётным членом, а 2019 году — членом-корреспондентом Российской академии художеств от Отделения искусствознания и художественной критики.

## Творческая деятельность
Организатор более 60 различных академических выставочных проектов в музеях и выставочных залах в Поволжье и других регионах России в рамках деятельности Поволжского отделения РАХ.
Основные кураторские проекты:
- цикл телепередач «Культура губернии», реализованный совместно с ВГТРК ГТРК «Саратов» (2007—2012);
- периодическое издание Министерства культуры Саратовской области «Вестник культуры» (2009—2011);
- международная научно-практическая конференция «Искусство и власть» (2013—2023);
- межрегиональная академическая выставка-конкурс «Красные ворота/Против течения» (2012, 2014, 2016, 2018, 2020, 2022, 2024);
- серия круглых столов «Современное искусство в городе: опыт регионов» (2014);
- международная академическая выставка «Вставай, страна огромная!» к 70-летию открытия второго фронта во Второй мировой войне (Москва, Центральный музей Великой Отечественной войны — Братислава, Европейский центр изобразительных искусств, 2014—2015);
- цикл персональных выставок в рамках проекта «Мастера Российской академии художеств» (Казань, Уфа, Псков, Майкоп, Саранск, Калуга, Пятигорск, Саратов, , Тольятти, 2015—2024);
- «22 июня» (Братислава, Саратов, Ярославль, Москва, 2016—2017);
- международный выставочный проект «Между Волгой и Дунаем» (2015—2016);
- координатор международного молодёжного выставочного проекта «22 июня. На стороне Человека», посвященного 75-летию начала Великой Отечественной войны (2016);
- международный выставочный проект «Великий шелковый путь: Янцзы/Волга/Дунай» (2017);
- всероссийский проект «Память» и межрегиональный проект «День Победы со слезами на глазах» (2020);
- литературно-мемориальный раздел «Дети войны» художников из Поволжья — академиков РАХ для коллективной монографии «Память» (2020);
- межрегиональный фестиваль творчества «Хвалынские этюды К. С. Петрова-Водкина» (2016—2023).

## Награды
- Заслуженный работник культуры Российской Федерации (2020)[1]
- Благодарность Президента Российской Федерации (2017)[2]
- Грант Президента Российской Федерации для поддержки творческих проектов общенационального значения в области культуры и искусства (2014)[3]
- Почётные грамоты губернатора Саратовской области (2010, 2005)
- Золотая медаль ТСХР (2012)
- Почётная грамота Министерства культуры Российской Федерации (2012)

Награды РАХ
- Благодарность РАХ (2012)
- Диплом РАХ (2013)
- Золотая медаль Российской академии художеств (2017)
- медаль «За заслуги перед Академией» (2023)